# Wilhelm Braun (Oboist)
Wilhelm Braun (* 20. September 1796 in Ludwigslust; † 12. Mai 1867 in Schwerin) war ein deutscher Oboist und Komponist. Er war ein Sohn des Oboisten Johann Friedrich Braun.

## Leben und Werk
Wilhelm Brauns virtuoses Oboenspiel, das er wie sein älterer Bruder Karl Anton Philipp Braun seinem Vater verdankte, brachte ihn bereits um 1809 an die Königliche Kapelle in Berlin. Von hier aus unternahm er Konzertreisen (1814, 1817/18 und 1821). In Berlin heiratete er in erster Ehe 1824 die Sängerin Katharina Maria Braun (Kathinka Braun).
Wilhelm Braun übernahm nach dem Tode seines Vaters 1824 dessen Stelle als Oboist in der Hofkapelle zu Ludwigslust. 1837 wurde er nach Schwerin versetzt. 1856 ging er dort in den Ruhestand.